# Histoire philatélique et postale de la Moselle
L'histoire postale et philatélique  du Département de la Moselle est particulièrement riche en raison de son histoire tourmentée. Les périodes françaises et allemandes ont les caractéristiques générales de ces deux pays. Les périodes intermédiaires présentent également quelques originalités.

## Les premiers bureaux de poste
Le département de la Moselle a été créé par décret du 4 mars 1790 avec 55 comme numéro d'identification. 
Nous recensons ici les bureaux de postes qui ont émis des marques postales linéaires entre 1792 et 1832. 
| Bureau        | Date ouverture | Exemples de marques                               | Commentaires                                                      |
| ------------- | -------------- | ------------------------------------------------- | ----------------------------------------------------------------- |
| Bitche        | 1783           | 55 BITCHE                                         |                                                                   |
| Boulay        | 1781           | 55 BOULAY                                         |                                                                   |
| Bouquenom     | 1775           | 55 BOUQUENOM — 67 BOUQUENOM                       | A été rattaché au Bas-Rhin en 1793 et réuni à Sarre-Union en 1795 |
| Briey         | 1790           | 55 BRIEY                                          |                                                                   |
| Faulquemont   | 1792           | 55 FAULQUEMONT — DEB.FAULQUEMONT                  |                                                                   |
| Forbach       | 1792           | 55 FORBACH                                        |                                                                   |
| Longuyon      | 1780           | 55 LONGUYON                                       |                                                                   |
| Longwy        | 1686           | 55 LONGVVY — 55 LONGWY                            |                                                                   |
| Metz          | 1630           | 55 METZ                                           |                                                                   |
| Morhange      | 1792           | 55 MORHANGE                                       |                                                                   |
| Puttelange    | 1783           | 55 PUTELANGE — 55 PUTTELANGE                      |                                                                   |
| Sarrelouis    | 1676           | 55 SARLOUIS — 55 SARRE LIBRE — 55 SARRELOUIS      | Rattaché à la Sarre (Allemagne) en 1815                           |
| Sarreguemines | 1781           | 55 SARGUEMINES — 55 SARREGUEMINES — DEB.DE SARGUE |                                                                   |

## Les oblitérations par losange petits chiffres
Les oblitérations losanges petits chiffres à partir de 1852 permettent de mesurer la progression des bureaux.
| Petit Chiffre | Ville ou commune |
| ------------- | ---------------- |
| 174           | Audun-le-Roman   |
| 401           | Bitche           |
| 453           | Boulay           |
| 495           | Bouzonville      |
| 3741          | Ars-sur-Moselle  |
| 4344          | Aumetz           |

## Les oblitérations par losange gros chiffres
Les oblitérations par losange gros chiffres conservent la trace de l'annexion allemande et du nouveau découpage du département. 
Les villes annexées ont vu leurs codes d'identification affectés à de nouveaux bureaux.
| N° Bureau | Ville Moselle              | Nouvelle affectation                              | Nouveau Département | N° Dep. |
| --------- | -------------------------- | ------------------------------------------------- | ------------------- | ------- |
| 177       | Ars-sur-Moselle            | Givonne                                           | Ardennes            | 7       |
| 227       | Aumetz                     | Thiézac                                           | Cantal              | 14      |
| 484       | Bitche                     | Le Bec-Hellouin                                   | Eure                | 26      |
| 546       | Boulay                     | Lanildut                                          | Finistère           | 28      |
| 590       | Bouzonville                | Saint-Denis-de-Jouhet                             | Indre               | 35      |
| 1468      | Faulquemont                | Tour-Saint-Louis (La) à Port-Saint-Louis-du-Rhône | Bouches-du-Rhône    | 12      |
|           |                            | Pierrepont (Pierrepont-en-Laonnois)               | Aisne               | 2       |
| 1549      | Fontoy                     | Lally                                             | Loiret              | 43      |
| 1550      | Forbach                    | Biesles                                           | Haute-Marne         | 50      |
| 1668      | Lemberg                    | Marçon                                            | Sarthe              | 71      |
| 1677      | Gorze                      | Gareoult                                          | Var                 | 78      |
| 1724      | Grostenquin (Gros-Tenquin) | Piolenc                                           | Vaucluse            | 86      |
| 1771      | Hayange                    | Gardonne                                          | Dordogne            | 23      |
| 1779      | Hellimer                   | Champniers                                        | Charente            | 15      |
| 2175      | Maizières-les-Metz         | Montblanc                                         | Hérault             | 33      |
| 2336      | Metz                       | Bona                                              | Nièvre              | 56      |
|           |                            | Vallouise                                         | Hautes-Alpes        | 4       |

D'autres communes ont changé de département. Elles ont conservé leur code bureau.
| N° Bureau | Ville          |
| --------- | -------------- |
| 219       | Audun-le-Roman |
| 631       | Briey          |

## Période allemande (1870 - 1914)
La guerre franco-allemande de 1870 déclenchée en juillet aboutit rapidement à la défaite de la France. Le 10 septembre, un service postal allemand fut mis en place dans les régions occupées. Pour cela, des timbres-poste spécifiques dits timbres d'Alsace-Lorraine furent utilisés. Lorsqu'en mars 1871, le service postal en zone occupée est rendu aux autorités françaises, les timbres d'Alsace-Lorraine n'ont plus cours que dans les régions annexées à savoir l'Alsace et la Moselle. Ces timbres sont démonétisés à la fin de l'année 1871 et sont alors remplacés par les timbres de la première émission de l'empire allemand avec valeurs en groschen.
La Lorraine annexée est constituée d'une part de l'ancien département de la Moselle (55) amputée de l'arrondissement de Briey à l'ouest, et d'autre part des arrondissements de Château-Salins et de Sarrebourg de l'ancien département de la Meurthe (52).
En octobre 1870, une direction des postes allemande est établie à Metz pour la Lorraine allemande. Progressivement, les bureaux de poste allemands sont ouverts dans les différentes localités de la région et la toponymie se germanise de manière hétérogène. Certains bureaux, généralement les plus importants, prennent un nom allemand dès l'annexion : par exemple Bolchen pour Boulay, Diedenhofen pour Thionville, Hayingen pour Hayange, Saarburg pour Sarrebourg, Saargemünd pour Sarreguemines. Certains sont germanisés après quelques années seulement : par exemple Fentsch pour Fontoy, Amanweiler pour Amanvillers, Deutsch-Oth pour Audun le Tiche, Hagendingen pour Hagondange.
En 1875, à la suite de l'introduction d'une nouvelle unité monétaire, la valeur faciale des timbres est exprimée en Pfennig, subdivision du Mark. De 1875 à 1916, les tarifs courants restent inchangés : 5 Pfennige pour une lettre locale ou une carte postale à destination d'une ville de l'Empire, 10 Pfennige pour une lettre à destination d'une ville de l'Empire ou une carte postale pour la France, 20 Pfennige pour une lettre à destination de la France.
Pendant cette période d'annexion, la poste en Lorraine suit totalement les règles et pratiques allemandes. C'est ainsi par exemple qu'on ne trouve pas de timbres taxe sur les courriers de cette époque mais une inscription du montant à percevoir faite au crayon bleu. Par contre, on rencontre les lettres avec certificat de remise qui n'existent pas en France. Il s'agit d'un système qui a valeur juridique et qui oblige un destinataire à recevoir un courrier même contre sa volonté. Un certificat de remise est renvoyé à l'expéditeur (Zustellungsurkunde en allemand). Un système de franchise propre à l'Allemagne est introduit en Lorraine allemande : la franchise par abonnement. Certaines administrations ont la possibilité moyennant une redevance forfaitaire de bénéficier de la gratuité totale de l'acheminement. Les envois doivent porter le cachet officiel de l'administration concernée et la mention Frei durch Ablösung suivi du numéro 19, qui est celui qui est attribué à l'Alsace-Lorraine.
Comme dans le reste de l'Allemagne, les postes privées sont autorisées. Une poste privée est ouverte à Metz en novembre 1886 mais ne connaît pas un grand succès et s'arrête de fonctionner dès février 1889.

## La Première Guerre mondiale
La germanisation jusque-là relativement tolérante devient plus systématique et les bureaux de poste ayant gardé leur nom français d'origine prennent en 1916-1917 un nom germanique, par exemple Duss pour Dieuze, Aich pour Ay, Bornen pour Borny, Kemnat pour Cheminot, Hudingen pour Hampont, Gaudach pour Jouy aux Arches.
Dès le début de la guerre, la censure est appliquée. La population ne peut envoyer que des cartes postales et le courrier commercial doit être présenté ouvert au bureau de poste. Le contrôle est renforcé à partir de 1917. Des centres de contrôle ont fonctionné à Metz, Sarrebourg, Sarreguemines et Thionville. Des cachets spécifiques pour chacun de ces centres sont utilisés.
Le courrier militaire circule en franchise, matérialisée par le cachet de l'unité. On rencontre de très nombreux cachets de franchise du fait de la forte présence militaire en Moselle et du grand nombre d'hôpitaux militaires (Lazarett en allemand)

## L'entre-deux-guerres
Après l'armistice du 11 novembre 1918, la poste continue de vendre les timbres-poste allemands pendant quelques semaines. Ceux-ci perdent leur valeur d'affranchissement le 15 décembre 1918 et sont alors remplacés par les timbres français. Les tarifs français sont applicables pour le courrier à destination de la France et de l'étranger hors Allemagne. Jusqu'au 16 juillet 1919, les tarifs allemands, traduits en francs, restent en vigueur pour le courrier à l'intérieur de l'Alsace-Lorraine et le courrier à destination de l'Allemagne, celui-ci étant néanmoins fortement limité et contrôlé. Après cette date, il subsiste néanmoins des tarifs particuliers hérités des habitudes allemandes, comme celui des lettres avec certificat de remise, sans équivalent en France.
Après l'armistice, les bureaux de poste ont continué d'opérer dans un premier temps avec le matériel allemand existant. On trouve ainsi couramment sur les courriers, des cachets allemands ou des étiquettes de recommandation allemandes jusqu'en 1920, plus rarement au-delà. Des cachets français furent progressivement livrés dans les bureaux. Ils ont la particularité de ne pas porter l'indication du département jusqu'à ce que la loi du 17 octobre 1919 rétablisse l'ancienne dénomination Moselle.
Le service des colis postaux est une particularité de l'Alsace-Moselle. Alors que dans le reste de la France, ce service est principalement géré par les chemins de fer, il est opéré directement par la poste en Alsace et en Moselle. On trouve ainsi des bulletins de colis-postal utilisant des timbres-poste. Pendant longtemps reste utilisé le modèle allemand d'étiquette d'enregistrement blanche collée sur le bulletin et portant un numéro propre à la zone géographique de taxation.
Après l'armistice a également subsisté le système des agences postales. L'administration allemande avait créé ce système pour faire face à la croissance des besoins de communication tout en essayant de limiter les coûts. Certains bureaux de poste étaient gérés non par des postiers mais par des particuliers, engagés par simple contrat de droit privé et rétribués selon l'importance du trafic. Ces personnes ne pouvaient bénéficier d'une retraite de fonctionnaire et leur emploi était considéré comme un complément de leur activité d'origine. Après 1918, les agences postales sont maintenues. Elles sont reconnaissables par l'emploi d'un cachet hexagonal plein.

## La Seconde Guerre mondiale
À l'issue de la campagne de France, les Allemands envahissent la Moselle en juin 1940. L'armistice du 22 juin 1940 marque le début de l'annexion allemande. L'administration des Postes passe rapidement sous contrôle allemand : le personnel français est progressivement remplacé par du personnel allemand et les timbres allemands à l'effigie du Maréchal Hindenburg surchargés Lothringen sont mis en service le 21 août 1940. Les timbres français sont autorisés jusqu'au 23 août avec une parité de 20 francs pour 1 Reichsmark. 
Les cachets postaux français restent utilisés pendant un moment, jusqu'en août 1941 pour certains bureaux. Les cachets allemands définitifs sont mis en service à partir de septembre 1940. Cependant dans la plupart des localités, des cachets provisoires en caoutchouc sont d'abord utilisés en remplacement des cachets français : le nom du bureau, germanisé, y figure sur une ou deux lignes, le plus souvent encadré. La date y est rajoutée séparément, soit par un simple tampon dateur linéaire soit par un cachet français.
Les timbres Lothringen ne sont plus autorisés à partir du 1er janvier 1942 et sont alors remplacés par les timbres en circulation dans le reste du Reich, valides en Moselle depuis le 15 juillet 1941.
Les Allemands sont chassés de Moselle au cours de l'offensive alliée de l'automne 1944. Les derniers documents postaux allemands connus datent de novembre 1944. La réouverture des bureaux français est progressive. Jusqu'en mars 1945, seul le courrier administratif est autorisé. Le courrier commercial est alors autorisé et le 27 avril 1945 le courrier privé est lui aussi accepté.

## La période contemporaine

### Sujets mosellans sur timbres de France
En 1955, l'électrification de la ligne Valenciennes - Thionville donne l'occasion de renouer avec les sujets mosellans sur les timbres de France.